# Klarinetconcert (Weinberg)
Mieczysław Weinberg componeerde zijn enige Concert voor klarinet en strijkorkest in 1970.
Hij schreef eerder voor de klarinet in zijn klarinetsonate, later volgde een uitgebreide klarinetpartij in zijn Kamersymfonie nr. 4. Het is een onopvallend klarinetconcert en zal nooit een gelijke worden van de klarinetconcerten van Mozart en Nielsen. Het werk is geschreven in de traditionele driedelige opzet snel – langzaam – snel. Ten tijde van componeren luisterde de componist naar de vijfde symfonie van Carl Nielsen en de stemming van het tweede deel zou deels afkomstig zijn uit dat werk.

## Delen
1. Allegro
2. Andante
3. Allegretto

## Orkestratie
- soloklarinet;
- violen, altviolen, celli, contrabassen.

## Discografie
- CD Chandos CHSA 5064: Göteborg Symfonie Orkest, Thord Svedlund (dirigent), Urban Claesson (klarinet en soloklarinettist van het orkest); opname uit juni 2005

## Bron
- de Chandos compact disc
- Onno van Rijen voor opvolging en discografie
- Peer Music; orkestratie